# 9-я сапёрная армия
9-я сапёрная армия — армия сапёров в вооружённых силах СССР во время Великой Отечественной войны.

## Формирование
Сформирована в октябре 1941 года в Северо-Кавказском военном округе в составе 27-й и 28-й саперных бригад. Штаб армии располагался в Краснодаре.
4 февраля 1942 года ГКО принял постановление № 1239сс, согласно которому управление армии расформировывалось, 27-я саперная бригада передавалась 7-й сапёрной армии Юго-Западного фронта, а 28-я бригада передавалась 8-й сапёрной армии Южного фронта.

## Инженерные работы
Армия строила оборонительные сооружения в Орджоникидзевском крае на рубеже Пятигорск — Краснодар — Керченский пролив.

## Командный состав
Командующие:
- старший майор госбезопасности Л.Е. Влодзимирский (15 декабря 1941 г — 18 января 1942 г.)
- военинженер 1-го ранга М.И. Черных (18 января 1942 г. — 25 февраля 1942 г.).